# Cottontown
Cottontown es un lugar designado por el censo ubicado en el condado de Sumner en el estado estadounidense de Tennessee. En el Censo de 2010 tenía una población de 367 habitantes y una densidad poblacional de 40,51 personas por km².

## Geografía
Cottontown se encuentra ubicado en las coordenadas 36°26′56″N 86°32′1″O / 36.44889, -86.53361. Según la Oficina del Censo de los Estados Unidos, Cottontown tiene una superficie total de 9.06 km², de la cual 9.06 km² corresponden a tierra firme y (0%) 0 km² es agua.

## Demografía
Según el censo de 2010, había 367 personas residiendo en Cottontown. La densidad de población era de 40,51 hab./km². De los 367 habitantes, Cottontown estaba compuesto por el 96.19% blancos, el 0.54% eran afroamericanos, el 0.82% eran amerindios, el 0.82% eran asiáticos, el 0% eran isleños del Pacífico, el 0.82% eran de otras razas y el 0.82% pertenecían a dos o más razas. Del total de la población el 3.81% eran hispanos o latinos de cualquier raza.